# Damasławek

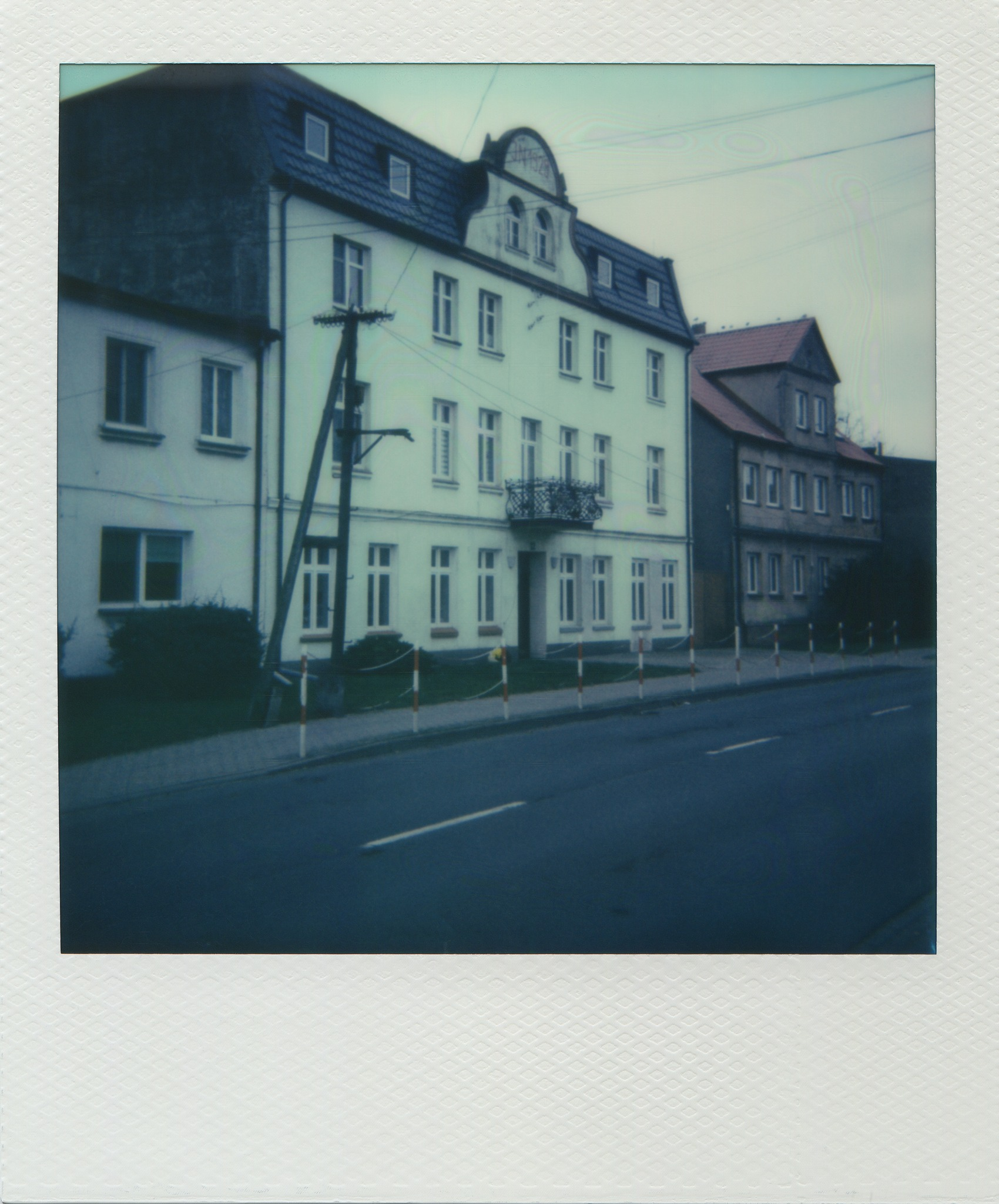
Damasławek, ul. Kcyńska. Fotografia natychmiastowa (Polaroid). Zdjęcie powstało 16 listopada 2024 roku. Fot. Piotr Koralewski.

Damasławek (niem. Elsenau) – wieś w Polsce położona w województwie wielkopolskim, w powiecie wągrowieckim, siedziba gminy Damasławek, w regionie Pałuki, na Pojezierzu Chodzieskim.

## Położenie
Miejscowość leży w granicach Wielkopolski. 
W latach 1954–1972 wieś należała i była siedzibą władz gromady Damasławek. W latach 1975–1998 miejscowość administracyjnie należała do województwa pilskiego.
Przez Damasławek przebiega droga wojewódzka nr 251 oraz droga powiatowa nr 1580P (relacji Głogowiniec–Janowiec Wielkopolski). Znajduje się tu stacja kolejowa, gdzie krzyżują się dwie linie kolejowe na których odbywa się wyłącznie ruch towarowy.

## Demografia
Według danych z 31 grudnia 2008 roku wieś miała 2182 mieszkańców.

## Nazwa
Miejscowość notowana w różnych formach od czasów średniowiecza: Domasław (1464), Domasław utraque (1511-23),Domasław alia Kozyn (1535), Domasławko miniori (1548), Domasławek (1548), Domaszław mnieyszy (1577), Domasłow minor (1618-20), Domasławek.. (1674), Domasławek (1674), Domasław Mnieyszy (1789), Domasławek (1846), Damasławek (1862), Damasławek (1880)

## Historia
Po rozbiorach Polski miejscowość znalazła się w zaborze pruskim. Wieś w XIX wieku została zanotowana pod podwójną polską oraz niemiecką nazwą Damasławek oraz Elsenau.
Jako dominium leżące w powiecie wągrowieckim wieś opisał XIX wieczny Słownik geograficzny Królestwa Polskiego, podając, że w 1880 roku we wsi znajdowało się 8 domów ze 133 mieszkańcami w tym 31 z nich było ewangelikami, a 102 katolikami. Miejscowość liczyła w sumie 1392 morg rozległości.
W latach 1918–1919 ludność wsi wzięła czynny udział w powstaniu wielkopolskim. Podczas walk pod Zdziechową w Łopiennie i Damasławku polskie załogi kolejowe wstrzymały dalsze transporty Niemców w stronę Gniezna, co ostatecznie zakończyło dopływ żołnierzy w ten rejon i przyczyniło się w znaczący sposób do utrzymania tego miasta w polskich rękach .

## Zabytki
Do rejestru zabytków został wpisany park dworski z 1. połowy XIX wieku oraz dawny dworek późnoklasycystyczny z 1. połowy XIX wieku, pełniący obecnie funkcję plebanii.
W miejscowości znajduje się Zespół Szkół Powszechnych im. Pierwszych Piastów, który obejmuje szkołę podstawową, gimnazjum, liceum profilowane, zasadniczą szkołę zawodową, technikum uzupełniające, szkołę policealną oraz technikum. Ponadto wieś posiada przedszkole publiczne.
W Damasławku znajduje się kościół parafialny pw. św. Stanisława Biskupa i Męczennika wybudowany w 1923.

## Sport
W miejscowości funkcjonuje Gminny Ludowy Klub Sportowy "Sokół" Damasławek. Został założony 14 lutego 1994 r. i posiada barwy klubowe żółto-niebieskie. Klub posiada stadion o pojemności 500 miejsc (w tym 300 siedzących), którego boisko ma wymiary 105 x 60 m. Zespół piłki nożnej w sezonie 2010/2011 grał w IV lidze, grupie wielkopolskiej północnej. Wychowankiem Sokoła Damasławek jest reprezentant Polski i zawodnik Torino FC - Karol Linetty.

## Gospodarka
W miejscowości działa młyn pszenny. Ponadto we wsi funkcjonuje: zakład przetwórstwa mleka specjalizujący się w produkcji serów dojrzewających.
W latach 1955–1962 Zbigniew Werner nadzorował oraz prowadził prace geologiczno-dokumentacyjne złóż soli kamiennych i soli potasowo-magnezowych w Wielkopolsce. Jedno ze złóż znaleziono w okolicach Damasławka dzięki czemu w miejscowości powstał zakład produkujący sól spożywczą oraz inne produkty solne.